# کاوازاکی ۴۴۰
کاوازاکی ۴۴۰ (به انگلیسی: Kawasaki 440) یک موتور هواگرد ساختِ کارخانهٔ صنایع سنگین کاوازاکی در کشور ژاپن است که در دههٔ ۱۹۸۰ ساخته شد.